# Koreai Császárság
A Koreai Császárság (hangul: 대한 제국, Tehan Cseguk, handzsa: 大韓 帝國, RR: Daehan Jeguk, ’Nagy Koreai Császárság’) 1897 és 1910 között fennállt állam volt a Koreai-félszigeten. 1910. augusztus 29-én a Japán Birodalom annektálta, így megszűnt létezni az utolsó egységes koreai állam.

## Története
1895 és 1905 között Oroszország és Japán felváltva versengett Korea uralásáért. Min királyné meggyilkolását és a Kabo (Gabo)-reformok végét követően Kodzsong (Gojong) király megpróbált kibújni a japán uralom alól, és a trónörökössel egyetemben 1896 februárjában álruhában az orosz követségen keresett menedéket, ahonnan egy évig uralkodott. A király több gazdasági-kereskedelmi engedményt is tett az oroszoknak és más nyugatiaknak, amelyekkel magára haragította a japánokat. Mire a király 1897 februárjában visszatért a palotába, az orosz befolyás már jelentős volt, még palotaőröket is alkalmaztak közülük. Kodzsong (Gojong) császárrá koronázta magát, Csoszon (Joseon)t átnevezte Koreai Császársággá (대한제국, Tehan Cseguk (Daehan Jeguk)). Felvette a Kvangmu (광무, Gwangmu) uralkodói nevet, melyről azok a reformok kapták a nevüket, amelyeket császárként hajtott végre Korea modernizálása érdekében.
A melegvízi kikötőre áhítozó oroszoknak ugyanúgy imperialista szándékaik voltak Ázsiában, mint a briteknek vagy a japánoknak. A gyengülő Kínával több egyezményt is aláírtak, amivel megszerezték Talien (Dalian)t. A bokszerlázadáskor csapatokat küldtek Mandzsúriába, melyeket a lázadás leverése után nem vontak ki, ezzel gyakorlatilag kiprovokáltak egy egyezményt a britek és a japánok között. Az oroszok nem voltak hajlandóak feladni érdekeltségeiket Koreában, ezért Japán katonai lépéseket tett. Kitört az orosz–japán háború, melyben Japán győzedelmeskedett. 1905-ben Japán katonai demonstrációjának köszönhetően Szöulban a kormánnyal aláíratták a protektorátusi egyezményt, amit azonban a császár nem írt alá. 1907-ben a japánok nyomására Kodzsong (Gojong) lemondott, fiát, Szundzsongot (Sunjongot) ültették a trónra. Nem sokáig uralkodhatott, 1910-ben a japánok annexálták a Koreai Császárságot, és az I (Yi)-dinasztia ötszáz éves uralma véget ért a Koreai-félszigeten.

Korea japán birodalmi rezidensének zászlaja 1905 és 1910 között

## Uralkodói
| #         | Portré | Uralkodó   | Uralkodási évek | Hangul | Handzsa |
| 1.        |        | Kodzsong   | 1897–1907       | 고종   | 高宗    |
| 2.        |        | Szundzsong | 1907–1910       | 순종   | 純宗    |
| Források: |        |            |                 |        |         |